# شلة الأنس (كتاب)
كتاب شلة الأنس هو كتاب من تأليف الدكتور مصطفى محمود وفي الكتاب يظهر ليمو العجلاتي ورشوان المكوجي وعزوز الخدواتى وبرعي البقال ومنصور الحلاق وأبو سريع الدخاخني وهم يؤلفون شلة فيما بينهم ويجتمعون في حلقة في ساعة العصارى من كل يوم، يشربون المعسل والجوزة ويتحدثون في الفن والاختراعات والصواريخ الروسي. ويتوسط ليمو الحلقة ويتكلم في حماس وهو يخبط جبهته بكفه، وأدى يمين بالله العظيم ياجدعان إن الفكرة كانت حاتطلع في دماغي إمبارح لولا الشيطان الرجيم طيرها منى، أصل شوفوا هي الحكاية بسيطة القطر الطويل العريض ده بيمشى إزاى بالبخار البخار بيفور يزق العجل والديزل بيمشي بالجاز وهكذا وهكذا.
مجموعة قصصية مميزة وشيقة، لتوصيل الكثير من الفوائد والعبر إلى القارئ، وما يميز الكتاب أنه يحوي قصصًا تحاكي واقعنا بشكل كبير وكذلك اختيار الدكتور مصطفى محمود للحبكة والأسلوب الشيق والعبارات السهلة أكثر ما يميز الكتاب. وهو مكون من عشرة قصص، فيها كثير من العبر والتهكم والسخرية والإيمان والهموم وتظهر فيها خلجات النفس الإنسانية ومشاعرها الباطنة، والكثير من التأملات. فمثلًا يدرك القارئ من قصة مليمتر أن كل شيء أولًا وأخيرًا بيد الله وحده ولا دخل لأحد في ذلك، ويدرك من قصة المظاهر الكثير من المشاعر الإنسانية والنفسية العميقة وكيف أن الباطن قد يختلف عن الظاهر، وغير ذلك من الفوائد التي يدركها القارئ من القصص.

## مقتطفات من الكتاب
- “البني آدم منا علي سفر … النهارده بيغني زي طير الشجر … بكره لا حس ولا خبر …”

## وصلات خارجية
- فيديو حلقات الدكتور مصطفى محمود.
- مدونة الدكتور مصطفى محمود.
- "كان نائماً في سكينة تامة لم يستيقظ منها": ابنة مصطفى محمود لـ"العربية.نت": العالم الكبير رحل في هدوء،  العربية نت،  31 أكتوبر 2009.
- صفحة مصطفى محمود على موقع أبجد
- صفحة اقتباسات مصطفى محمود على موقع أبجد
- صفحة باسم الدكتور رائعة على الفيس بوك
- الفيلم الوثائقي العالم والايمان على اليوتيوب
- محمود تحميل كتب الدكتور مصطفى محمود كاملة pdf